# Bryan Grieg Fry
Brian Grieg Fry (født 1970 i USA) er en amerikansk forsker indenfor biokemi, der er tilknyttet University of Queensland i Australien som "associate professor" og leder fakultetets afdeling for forskning i gifte.
Grieg Fry har deltaget i en række udsendelser på Discovery Channels Science Channel, og er blevet interviewet til en række populærvidenskabelige magasiner, så som National Geographic, BBC' Focus Magazine m.fl. 